# Corps éthérique
Pour les articles homonymes, voir Éther.
Comme de nombreux termes ou expressions apparentés au paranormal, la définition du corps éthérique peut être différente d'un courant de pensée à un autre.

Le concept de corps éthérique s'inscrit dans la croyance à l'existence d'un environnement vibratoire interactif entre le vivant et différents niveaux d'intelligence, a priori hors de l'espace/temps humain, environnement uniquement accessible par des perceptions extra-sensorielles.  
En occultisme et en ésotérisme, le corps éthérique ou corps vital, serait l'un des corps subtils des êtres vivants (voir Septénaire), immédiatement après le corps physique et avant le corps astral, selon certains auteurs. 
Malgré la consonance du terme, l'éthérique ne désignerait pas une quelconque substance ténue, mais ce qui donnerait à toute substance sa forme.
La notion de corps éthérique n'est pas scientifiquement reconnue. Avant le XVIIIe siècle, le Vitalisme postule le principe d'une force vitale.
Synonymes selon Pierre A. Riffard : âkâsha (éther, en sanskrit) ; "âme nutritive" ou "âme végétative" chez Aristote ; "âme nutritive" chez Théophraste ; "corps animique", "corps de sensibilité" chez Rudolf Steiner ; "corps vital" chez Max Heindel ; "corps énergétique", "double éthérique", "double fluidique", "double vital", "force vitale" ; jîva (principe vital, dans l'hindouisme) ; prânamaya-kosha (enveloppe faite de souffle vital, dans le Vedânta), "principe vital", "soi fait de souffle" (dans l'hindouisme), "véhicule de vitalité" (vehicle of vitality chez Crookall).

## Historique de la notion
- Équivalent en Égypte pharaonique : Il est toujours délicat de vouloir établir des concordances entre deux notions de civilisations différentes. Cependant, beaucoup d'égyptologues s'accordent pour voir dans le ka des anciens Égyptiens l'équivalent de la force vitale des Occidentaux ; le ka enveloppe la vie et la mort. Ainsi, selon Christian Jacq, l'initié égyptien prend conscience des neuf éléments essentiels de l'être : [1] [corps], djet, image matérielle du grand corps céleste ; [2] ka, dynamisme créateur ; [3] [l'âme], ba, possibilité d'incarner le divin sur cette terre ; [4] l'[Ombre], shut, reflet de la vérité ; [5] la lumière de l'esprit, l’akh ; [6] [le Cœur], ab, siège de la conscience ; [7] le sekhem, puissance de réalisation ; [8] le [Nom], rèn, vérité ultime de toute création ; [9] le sakh, corps spiritualisé. Tout ce qui vit a son génie, synonyme de dynamisme créateur (le ka)[2],[3] "Le ka est une puissance génératrice et créatrice répandue dans l'univers, d'où la signification d'énergie vitale."[4] Valéry Sanfo : "Nous pouvons considérer le ka comme correspondant au corps doublé éthéré, le ba au corps astral, le chu au corps mental supérieur ou corps causal. "[5]
- Origine hindouiste. Plusieurs notions hindouistes sont utilisées en Occident, qui concordent peut-être avec la notion de "corps astral", "corps éthérique", etc. D'abord, âkâsha : "dans la philosophie hindoue, c'est le cinquième Élément (bhûta), représenté par l'éther, l'immensité de l'espace, l'essence de tout ce qui est incréé et éternel"[6] ; le mot signifie, en sanskrit, "espace", mais aussi "espace et lumière dans le corps subtil (sûkshma-sharîra)"[7]. Ensuite, les hindous, particulièrement dans les Upanishad et dans la philosophie du Védânta de Shankara (788-820 ? 700-750 ?), admettent l'existence de corps subtils (linga-sharîra : signe-corps ; sûkshma-sharîra : corps subtil). La philosophie du Védânta distingue "cinq enveloppes" (pañcha-kosha) du Soi dans trois corps : [1] annamaya-kosha (enveloppe de nutrition] dans le corps grossier (sthûla-sharîra) ; [2] prânamaya-kosha (enveloppe d'énergie vitale : souffle de vie), [3] manomaya-kosha (enveloppe mentale : le penser), [4] vijñânamaya-kosha (enveloppe d'intellect), ces trois dans le corps subtil (sûkshma-sharîra), et [5] ânandamaya-kosha (enveloppe de béatitude : ultime corps subtil) dans le corps causal [kârana-sharîra], avant [6] le Soi, l' âtman lui-même. Le prânamaya-kosha des hindous correspond le mieux au "corps éthérique", en tant qu'énergie vitale. "[8]

"En vérité, différent de ce soi qui consiste en l'essence de la nourriture [l' annamaya-kosha, l'enveloppe nourricière, le corps physique], bien que situé à l'intérieur de la gaine de celui-ci, se trouve un autre soi intérieur qui, lui, est fait de souffle, d'énergie vitale (prâna). Oui, c'est par lui qu'est remplie l'enveloppe de nourriture (annamaya-kosha). Et ce Soi possède également la forme humaine, calquée sur celle de l'enveloppe de nourriture. Prâna, le souffle vital, l'inspir, est bel et bien sa tête ; vyâna, la rétention, est son flanc droit ; apâna, l'expir, est son flanc gauche ; l' âkâsha [éther], l'espace-air, est son tronc ; la terre est ses membres inférieurs et son support." Taittirîya-Upanishad  (VIIe s. av. J.-C.).
- Les Grecs, depuis Empédocle, n'admettaient que quatre Éléments : Terre, Eau, Air, Feu. Platon n'ajouta pas l'Éther, mais il fit de l'Éther une sorte d’Air plus subtil (Phédon, 109 c ; Cratyle, 410 b ; Timée, 58 a).

- Le concept d'Éther est véritablement créé par Aristote, dans un ouvrage de jeunesse, De la philosophie (vers 345 av. J.-C.). Il aurait été influencé sur ce point par le pythagoricien Occelos de Lucanie : "Occelos de Lucanie et Aristote, aux quatre Éléments ont adjoint un cinquième corps, doté d'un mouvement circulaire et dont ils pensent qu'il est la matière des corps célestes" (Sextus Empiricus, Contre les mathématiciens, X, 316). Chez Aristote, l’Éther forme la matière des astres et de l’âme (c’était le Feu, chez Platon), il est chaud et donc principe de vie[9]. Dans De la génération des animaux (II, 3, 736b29), Aristote affirme que la nature de l'âme est différente, elle a pour chaleur un "souffle qui correspond à l'élément des astres". L'âme est éthérique parce qu'il est faite d'Éther, l'Éther est l'Élément supérieur, il est la matière des astres, il est mouvement (perpétuel), donc chaleur, donc vie. "Aristote tient que le Dieu suprême est une forme séparée, appuyée sur la rondeur et sphère de l'univers, laquelle est un corps éthéré (aithérion sôma) et céleste, qu'il appelle le cinquième corps : et que tout ce corps céleste étant divisé en plusieurs sphères de natures cohérentes et séparées seulement d'intelligence, il estime chacune de ces sphères-là être un animal composé de corps et d'âme, desquelles le corps est éthéré, se mouvant circulairement, et l'âme raison immobile cause de mouvement, selon l'action"[10]. D'autre part, dans son traité De l'âme, Aristote admet 4 âmes : la nutritive (végétative), la sensitive, la motrice (appétive), l'intellective (cognitive). "L'âme nutritive" (De l'âme, III, 12, 434 a 22) est commune à tous les vivants, mais propre au végétal, elle produit la nutrition, la croissance, la reproduction et le déclin des êtres vivants.

- L' Épinomis, déclare : « Nous avons distingué cinq espèces de corps, ce sont le Feu et l’Eau, l’Air comme troisième espèce, la Terre comme la quatrième, l’Éther enfin comme le cinquième » (Épinomis, 981 bc).

- Les pythagoriciens récents, dans les Mémoires pythagoriques (IIe s. av. J.-C.) semblent admettre trois éthers : 1) le chaud (le feu solaire astral et divin), 2) le froid (l'air) et 3) le dense (l'eau, le sérum, le liquide, le sang...) ; et deux sortes d'âmes : 1) une âme faite d'éther chaud, l'intellect (correspondant à la vie animale), et 2) une âme faite de d'un mélange de deux éthers, chaud et froid, l'âme végétative (correspondant au non-vivant, c'est-à-dire au non sentant et non mobile)[11].

- L'épicurien Lucrèce (I, 231) dira : "L'éther nourrit les astres (Aether sidera pascit).

- Henri-Corneille Agrippa de Nettesheim, auteur de la fameuse Philosophie occulte (1510) semble distinguer le véhicule éthéré de l'âme (aethereum animae vehiculum), l'esprit et la raison (partie individuelle et personnelle de l'âme). Le véhicule n'est pas une partie de l'âme mais une chose aérienne et céleste qui porte l'âme ; par son intermédiaire Dieu diffuse l'âme à partir du milieu du cœur dans toutes les parties du corps. Il est le moyen grâce auquel l'âme reste enfermée dans le corps physique. Ce véhicule éthéré, immortel comme l'âme, accompagne l'âme du juste qui est mort jusqu'au chœur des bienheureux[12].

- Chez Paracelse les choses sont un peu confuses. Comme le dit Daniel-P. Walker, "dans les écrits de Paracelse, si on les additionne tous, l'homme a trois corps (élémentaire, sidéral, céleste), deux âmes (éternelle, vitale), quatre esprits (terrestre, sidéral, animal, divin)". Le corps éthérique correspondrait au corps sidéral (Astralleib). Mais il vaut mieux dire que la notion de corps éthérique répond, chez Paracelse, aux idées d'Astre (Astrum), Constellation (Gestirn), Éther, qui représentent une puissance invisible mais naturelle qui pénètre le monde, qui donne le mouvement, la vie, qui fait accéder à la Lumière (La Grande Astronomie, 1537).

- Du côté des savants, l'école vitaliste (essentiellement Paul-Joseph Barthez, dans Nouveaux éléments de la science de l'homme, 1775) soutient qu'il existe en chaque individu un "principe vital", distinct à la fois de l'âme pensante et des propriétés physico-chimiques du corps, et gouvernant les phénomènes de la vie.

- Dès 1829, chez les philosophes magnétiseurs du cercle de Justinus Kerner[13] (tels que Johann Friedrich von Meyer, Carl August Eschenmayer, Franz von Baader, etc.), "l’idée généralement retenue par eux est que l’être humain est composé de cinq éléments : 1. le corps extérieur  (der äussere Leib), qui disparaît après la mort ; 2. le corps intérieur (der innere Leib), qui maintient la cohésion du corps extérieur et deviendra notre corps de résurrection) ; 3. le Nervengeist, qui réside dans l’âme, relie celle‑ci au corps intérieur, et par le truchement de celui‑ci au corps extérieur ; il est l’enveloppe éthérique de l’âme et une sorte d’étincelle divine en l’homme ; 4. l’âme (Seele), qui relie l’esprit au Nervengeist, au corps intérieur et au corps extérieur  5. l’esprit (Geist), qui est l’élément le plus élevé des cinq."[14]

- Dans les années 1850, le baron Karl von Reichenbach, chimiste découvreur de la paraffine et de la créosote, métallurgiste et expert en météorites, s'enticha d'une notion : l'od, la force odique. "Od est le mot capable d'exprimer la dynamique d'une force qui, avec une puissance qui ne peut être interrompue, pénètre rapidement chaque chose et court à travers tout l'univers."

- La théorie théosophiste septénaire des corps a été exposée pour la première fois, d'après Helena Blavatsky, par l'ornithologue Allan Octavian Hume en 1881 . Annie Besant, qui a succédé à Blavatsky à la tête de la Société Théosophique, écrit : "La matière physique forme sept subdivisions, qu'on peut distinguer les unes des autres, et dont chacune produit, entre ses propres limites, des combinaisons infiniment diverses. Ces subdivisions sont : le solide, le liquide, le gaz, puis l'éther sous quatre états aussi distincts les uns les autres que sont distincts entre eux le solide, le liquide et le gaz. Le corps physique de l'Homme se compose de matière physique en ces sept états, – son corps grossier consistant en solides, liquides et gaz, et son double éthérique se composant des quatre subdivisions de l'éther, respectivement désignées par éther I, éther II, éther III et éther IV. (...) Les fonctions du corps astral proprement dit ont souvent été attribuées au double éthérique, auquel on donnait parfois à tort le nom de corps astral. Le double éthérique se compose des éthers physiques seulement, et, s'il est extériorisé, il ne peut ni quitter le plan physique, ni s'éloigner notablement de sa doublure" (Annie Besant, L'homme et ses corps, 1911).

- D'après Alice Bailey, dans son Traité du feu cosmique (1925) , "le corps éthérique interpénètre le physique dense et le dépasse légèrement. Il est comme un brouillard (gris-bleu ?). Il se compose d’un tissu de courants d’énergie, de lignes de force et de lumière. L’énergie circule le long de ces lignes comme le sang dans les veines et les artères. Cette circulation permanente, humaine, planétaire et solaire de force vitale animant le corps éthérique de toutes les formes est la base de toute vie manifestée. Aucune vie n’existe sous une forme séparée. Le corps éthérique d’un être humain fait partie du corps éthérique de la planète donc, il est relié à toutes les formes qui se trouvent dans ce corps éthérique, quel que soit le règne de la nature auquel il appartient. C’est le véhicule emprunté par les courants de vitalité qui maintiennent le corps en vie. Apporte vitalité et énergie au corps physique et l’intègre au corps éthérique de la terre et du système solaire."

- Dans l'anthroposophie de Rudolf Steiner, le corps éthérique,  aussi appelé corps de forces formatrices, est censé être un « corps » de forces vitales modelantes et mouvantes qui imprègnent l'organisme des êtres vivants. Ce corps, constitué d'éther, serait lui-même pénétré du corps astral et du Moi, toutefois cet éther n'aurait rien de commun avec l'éther des physiciens du XIXe siècle. C'est son action sur les processus organiques qui maintiendrait le corps en vie, tout en en conservant l'intégrité. Son interaction avec l'organisme serait inégale et différenciée selon les organes. C'est par l'intermédiaire de l'eau et des liquides organiques que les forces formatrices éthériques agiraient sur les substances organiques du corps. Le corps éthérique ne coïnciderait pas exactement avec le corps matériel ; il en déborderait quelque peu en formant une sorte d'aura dont la taille serait fonction des forces vitales des individus. Dans les jours qui suivent la mort, le corps de forces éthériques se dissoudrait et retournerait à l'éther universel. Une fois le corps éthérique retiré de l'organisme, les processus extérieurs seraient libres d'agir et de le décomposer. Les quatre tempéraments, dont l'un est généralement dominant chez un individu déterminé, dépendraient notamment de la prédominance dans le corps éthérique de l'un des quatre éthers dont il est constitué. Les végétaux et les animaux auraient également un corps éthérique, mais il ne serait pas aussi perfectionné que chez l'être humain[15].

- En Dynamisme énergétique (Observations et étude de l'Aura par Brigitte du Castel)[16], le « Corps éthérique » serait un des composants de l'Aura, en fait un système d'analyse objectif, d'évaluation et d'intégration de l'environnement naturel, à la fois concurrent et complémentaire du système subjectif des Enveloppes-écho ou Corps subtils. A l'observation, le Corps éthérique se présenterait comme un rayonnement péri-corporel, sur l'ensemble du corps. Il est absent sur le sommet de la tête et s'arrête au niveau des malléoles. Le « corps éthérique » serait en fait constitué de deux rayonnements distincts,"[17], le second rayonnement imbriqué dans le premier, ne pouvant apparaître que lorsque le corps physique du sujet est "ancré", c'est-à-dire en connexion efficace syntonisation sur le rayonnement géobiologie tellurique de proximité. Sur le nouveau-né,le premier rayonnement du Corps éthérique apparaît dès la naissance, le second rayonnement plus tard, en fonction de son alimentation et de son contact avec l'environnement naturel. Sur l'humain, le Corps éthérique disparaîtrait dans les jours qui suivent la mort. Couleur du Corps éthérique : gris-bleuté. Son bon fonctionnement est conditionné par la qualité de l'environnement géobiologique[18] et par la qualité de l'alimentation. Si la perception extrasensorielle et l'interprétation objective des Corps subtils proprement dits est peu fréquente, voir le ou les rayonnements du "système éthérique" semblerait plus facile. L'apprentissage d'un "ressenti tactile vibratoire" permettrait d'évaluer les limites du rayonnement, ses absences, ses protubérances, ses anomalies et sa densité. C'est une des techniques utilisées dans certaines thérapies manuelles et énergétiques. Un rayonnement éthérique très développé est a contrario des idées reçues, la conséquence d'une difficulté de syntonisation sur le tellurisme local. Mal connu, le Corps éthérique est souvent considéré comme secondaire par rapport aux Enveloppes-écho (ou Corps Subtils). En fait, le « système éthérique » serait un outil d'analyse de première importance dans l'interaction vibratoire entre l'individu et son environnement énergétique ; le système d'analyse par les « Enveloppes-écho » pouvant être considéré comme palliatif d'un « système éthérique » qui aurait perdu de son efficacité fonctionnelle au fil de l'évolution humaine.

- La notion de « Corps éthérique » ou celle d'aura ont été un moment liées à la photographie Kirlian, découverte en 1939. Kirlian, avec un oscillateur à hautes fréquences ou générateur d'étincelles, prit des photos sans appareil photo, juste en utilisant le courant électrique et du film photographique, il vit des halos autour des objets, ses mains, des feuilles, des pierres. L'effet observé est en fait dû à l'inhomogénéité de la répartition des charges électriques à la surface de la pellicule du fait de l'humidité inhérente à chaque être vivant, humidité superficielle qui s'ionise sous l'effet de la tension électrique et se dépose sur le film : c'est l'effet corona.

## Manifestations?
Quels phénomènes ou quelles expériences, selon les ésotéristes, pourraient servir de "preuve" à l'existence du corps éthérique ? Pour Arthur E. Powell, "le double peut être séparé du corps physique dense soit par un incident, soit par la mort, soit par l'action de produits anesthésiants, comme l'éther ou le gaz, soit encore par mesmérisme [passes magnétiques]." De son côté, Ernest Bozzano note ceci : "Il existe dans le 'corps somatique' un 'corps éthérique' qui, en de rares circonstances de décroissance vitale : sommeil ordinaire, hypnotique, médiumnique, extase, évanouissements, effets des narcotiques, coma, est susceptible de s'éloigner temporairement du 'corps somatique' durant l'existence terrestre" D'autres phénomènes pourraient faire croire en l'existence du corps éthérique, par exemple le membre fantôme (la sensation ressentie sur un membre pourtant amputé), la photographie Kirlian (un halo lumineux). Mentionnons des expériences citées par les ésotéristes, mais contestées par les scientifiques pour leur réalité et dans leur interprétation :
1. le déroulement de vie. Quand on se noie, il arrive que l'on voit défiler, en une sorte de film, les grands événements de son existence. Cela constituerait un argument dans la mesure où le corps éthérique serait le lieu de mémoire de l'individu.
2. une grande frayeur. Quand on subit une peur violente et brusque, le corps éthérique pourrait se détacher un instant du corps physique.
3. l'anesthésie. Quand le corps physique ne ressent plus la douleur physique, le corps éthérique serait détaché du corps physique. Omraam Mikhaël Aïvanhov : "J'ai voulu démontrer à mes amis l'existence du corps éthérique, ce double du corps physique qui lui donne la sensibilité... Je me concentrais [sur une personne] pour la plonger dans un sommeil hypnotique, puis je faisais au-dessus d'elle quelques passes magnétiques pour lui retirer son corps éthérique que je déplaçais dans la pièce voisine. Avec une épingle, je lui piquais légèrement le bras. Elle ne réagissait pas : visiblement elle ne sentait rien. Ensuite, j'allais dans la pièce voisine et là, avec la même aiguille, je piquais légèrement le corps éthérique que je lui avais retiré. Et voilà qu'elle poussait un cri."[20]
4. le retrait de la force vitale. Certains médiums, initiés, fakirs sont, dit-on, capables de retirer ou accélérer la vie d'un objet vivant. Ils ôteraient la "force vitale", le prâna (le souffle vital, en sankrit), lâkâsha (l'éther), le "corps éthérique", par exemple d'une fleur, qui alors fâne ; à l'inverse, ils pourraient accélérer la poussée d'une plante, le mûrissement d'un fruit. - Pour les sceptiques, il n'y a là que prestidigitation.
5. l'arrêt de la vie végétative dans la plante. Quand, l'hiver arrivant, les plantes cessent de croître, elles ne seraient plus que corps physique. Selon Rudolf Steiner, "la plante, vers l'automne, doit laisser sortir d'elle le corps éthérique ou corps de vie" (Macrocosme et microcosme, Triades, p. 307).
6. les chakra. Ces centres subtils seraient "situés dans les corps éthérique et astral".
7. le membre fantôme. Selon le théosophiste Arthur Powell, "parfois il arrive que les personnes à qui ont été amputées d'une partie du corps se plaignent de ressentir de la douleur à l'extrémité du membre coupé, c'est-à-dire à l'endroit correspondant au membre coupé. Ce phénomène dépend du fait que la partie éthérée n'a pas été extirpée en même temps que la partie physique dense ; le voyant constate qu'elle reste visible à la place de l'autre." - Il ne s'agit là que d'une interprétation, parmi bien d'autres.
8. les spectres. Selon Alexandre Moryason, une catégorie de fantôme est "celle dont la forme est le corps éthérique réel du défunt"[21]. Les spirites parlent de "spectre", dans ce cas. - Sans garantie !
9. la rate et le plexus solaire seraient les sièges du corps éthérique[22], de sorte que leur santé renseignerait sur l'état du corps éthérique.

## Idées
- Le corps physique et le corps éthérique forment ensemble le corps matériel, appelé chez les hindous stûlopâdhi, "substrat grossier" (stûla = "grossier" ; upâdhi = "limitation, substrat"). Le corps éthérique est un corps subtil considéré comme étant plus proche de la matière que de l'éther, d'où ce regroupement sous le concept de corps matériel.
- "Les points d'acupuncture seraient des points particuliers de jonction entre le corps physique et le champ éthérique."
- Les ésotéristes mettent en parallèles les corps subtils et les plans subtils, c'est-à-dire les niveaux du monde invisible. Il y aurait dans le macrocosme, dans le monde, un plan éthérique, comme dans le microcosme, dans l'homme un corps éthérique ; un plan astral, etc.
- Un phénomène comme l'inédie (le fait de vivre sans manger ni boire) pourrait servir d'argument. Le yogi Prahlad Jani, 83 ans, a tenu sans boire ni manger mais surtout sans uriner ni déféquer durant deux semaines dans un hôpital indien, à Ahmedabad, sous la surveillance d'une équipe de 30 médecins[23].
- Dans certaines voies spirituelles non-duelles, telles que le bouddhisme, il est affirmé que ce que nous percevons ici et maintenant (c'est-à-dire notre corps et notre environnement) sont les rayonnements de nos consciences sensorielles et mentale. Ces perceptions-apparitions sont conditionnés par les stimuli sensoriels (donc à l'environnement) mais ne sont que l'esprit, donc de même nature que le rêve.
- " Dans les trois royaumes, tous les êtres  Sans exception sont comme des illusions.  L’inanimé comme les êtres animés,  Sont sans cadre de référence.  Les choses visibles et tangibles Sont juste des illusions. " Vajradaka Tantra[24]
- "Le corps et l’esprit, la non-dualité –  Transparence spacieuse et détendue.  Penser que corps et esprit sont deux choses séparées  Est une chose névrotique, dingue et bien perturbée !"  Le grand siddha Dombi Heruka[25]

## Le "cordon d'argent"
Le cordon d'argent lierait les deux parties du corps matériel : le corps physique (ou corps grossier) et le corps éthérique (ou double vital).